# جامعه‌شناسی عمومی
جامعه‌شناسی عمومی (انگلیسی: Public sociology) زیرشاخه‌ای از رشته جامعه‌شناسی است که بر گسترش مرزهای رشته‌ای جامعه‌شناسی به منظور تعامل با مخاطبان غیرآکادمیک تأکید دارد. شاید بهتر باشد به‌عنوان یک «سبک» جامعه‌شناسی به جای یک روش علمی، نظریه یا مجموعه‌ای از ارزش‌های سیاسی مشخص شود.
از قرن بیست و یکم، این اصطلاح به طور گسترده‌ای با نام مایکل بوراووی  (زاده ۱۵ ژوئن ۱۹۴۷) استاد جامعه‌شناسی دانشگاه کالیفرنیا، برکلی ارتباط پیدا کرده است که در سال ۲۰۰۴ برای پذیرش ریاست انجمن جامعه‌شناسی آمریکا (ASA) سخنرانی پرشوری در مورد «جامعه‌شناسی عمومی» ارائه کرد. بوراووی در این سخنرانی، جامعه‌شناسی عمومی را با آن چیزی مقایسه نمود که او آن را جامعه‌شناسی حرفه‌ای می‌نامد: شکلی از جامعه‌شناسی که عمدتاً سایر جامعه‌شناسان دانشگاهی بدان می‌پردازند.